# Быстрое прототипирование

Пластиковые стереолитографические модели рабочих колес для водометных движителей, изготовленные по ним восковые модели («восковки») и готовая металлическая отливка

Бы́строе прототипи́рование — технология быстрого «макетирования», быстрого создания опытных образцов или работающей модели системы для демонстрации заказчику или проверки возможности реализации. Прототип позже уточняется для получения конечного продукта.
Термин используется как в информационных технологиях для обозначения процесса быстрой разработки программного обеспечения (см. Прототипирование программного обеспечения), так и в технологиях, связанных с изготовлением физических прототипов деталей.
В конце 2000-х годов появились и стали активно развивать идеи быстрого прототипирования не только формы (дизайна) изделий, но и материалов, из которых будут сделаны эти изделия. Изменение парадигмы концепции 'быстрого прототипирования' привело к появлению новых подходов в материаловедении, которые сейчас развиваются в рамках технологий быстрого прототипирования сплавов. 

## Быстрое прототипирование в изготовлении физических объектов
Примерно с начала 1980-х начали интенсивно развиваться технологии формирования трёхмерных объектов не путём удаления материала (точение, фрезерование, электроэрозионная обработка) или изменения формы заготовки (ковка, штамповка, прессовка), а путём постепенного наращивания (добавления) материала или изменения фазового состояния вещества в заданной области пространства. На данный момент значительного прогресса достигли технологии послойного формирования трёхмерных объектов по их компьютерным образам. Эти технологии известны под разными терминами, например, SFF (Solid Freeform Fabrication), FFFF (Fast Free Form Fabrication) или CARP (Computer Aided Rapid Prototyping), однако наибольшее распространение получили:
- стереолитография (STL — stereolithography);
- отверждение на твёрдом основании (SGC — Solid Ground Curing);
- нанесение методом экструзии термопластов, Моделирование методом наплавления (FDM — Fused Deposition Modeling);
- распыление термопластов (BPM — Ballistic Particle Manufacturing);
- лазерное спекание порошков (SLS — Selective Laser Sintering);
- послойное ламинирование (LOM — Laminated Object Modeling);
- технология многосопельного инжекционного моделирования (MJM Multi Jet Modeling).

Все названные технологии предполагают наличие трёхмерной компьютерной модели детали. Большинство известных САПР обеспечивают экспорт моделей в стандартном для быстрого прототипирования формате STL.
Некоторые из установок БП называют трёхмерными принтерами.

## Назначение
- Для проверки на выполнимость новых понятий (концепций) проекта.
- Для оценки пригодности/работоспособности разрабатываемых сложных механизмов.
- Возможности параллельной разработки нового изделия (программы) в нескольких направлениях.
- Реализация высокой точности, скорости и воспроизводимости копий деталей и машин.
- Возможности прямого использования прототипов (копий изделий) в тестовых испытаниях;
- Изготовление эталон-моделей и мастер-форм в технологии литья.
- Для оценки эргономики, визуализации, дизайна изделия.
- Для функциональной оценки изделия (проверка качества сборочных изделий, аэродинамических характеристик, практичности).
- Использование в качестве модели для дальнейшего применения в производстве (в качестве литейной формы, электроэрозионного инструмента и др).

## Быстрая оснастка
Быстрое прототипирование неразрывно связано с быстрой оснасткой и инструментовкой  (англ. термин Rapid Tooling). Быстрая оснастка (БО) требуется в индустрии литья пластмасс под давлением, когда требуется изготавливаются формы для литья за короткий промежуток времени, также известные как прототипная оснастка. Одним из основных преимуществ БО является то, что она сокращает время и стоимость изготовления изделия. Поскольку инструменты БО быстро и легко воспроизводимые, для их изготовления требуется меньше запасов готовых инструментов. Эти инструменты будут изготавливаться по запросу и доступны практически сразу. Специальные инструменты или быстрая инструментовка (БИ), поставщиков которых на рынке больше нет, или они труднодоступны (напр. в условия крайнего Севера) могут быть реконструированы (воспроизведены по чертежам) вновь без больших усилий по проектированию и производству. CAD-файл - это единственное, что потребуется на этапе проектирования.
Быстрое создание оснастки и инструмента в основном используется для решения конкретных задач, например для мелкосерийного производства. Поскольку альтернативные методы требуют драгоценного времени и ресурсов, быстрая оснастка позволяет быстро изготавливать формы для требуемых изделий. Это позволяет компаниям быстро создавать коммерческие продукты с помощью технологий БП.
Кроме того, быстрый набор инструментов обеспечивает настройку, необходимую для индивидуального применения. Вместо утомительных измерений методом проб и ошибок, быстрое создание прототипов инструментария позволяет ученым и врачам сканировать и оцифровывать изделие или пациента. Затем, после обработки в CAD-программе, можно создать индивидуальный слепок для устранения проблемы. Примером такой процедуры могут служить стоматологические процедуры. Первоначально для изготовления аппликации для полости рта использовался альгинатный оттиск или восковая форма, чтобы подогнать зубы по форме. Благодаря новым достижениям врачи могут сканировать зубные дуги, чтобы правильно и быстро изготовить силиконовую форму для пациента. Это позволяет повысить точность и более точно настроить форму в будущем.
В отличие от БО, технологическая оснастка (PT) относится к формам, которые изготавливаются в соответствии с обычным технологическим процессом в течение обычного производственного времени. Основным преимуществом производственной технологической оснастки является то, что она имеет более длительный срок службы и подходит для массового производства.

## Преимущества
- Сокращение длительности технической подготовки производства новой продукции в 2-4 раза.
- Снижение себестоимости продукции, особенно в мелкосерийном или единичном производстве в 2-3 раза.
- Значительное повышение гибкости производства.
- Повышение конкурентоспособности производства.
- Сквозное использование компьютерных технологий, интеграция с системами САПР.

## Недостатки
- Относительно высокая цена установок и расходных материалов.
- Относительно низкая прочность моделей (в зависимости от материала).
- Время изготовления изделий

С течением времени недостатки постепенно устраняются — снижаются цены, увеличивается выбор технологий и материалов.

## Специальные области применения
- инженерный анализ
- визуализация потоков
- медицина